# Ulnairflexie
Ulnairflexie is een van de begrippen die binnen de functionele anatomie worden gebruikt om een beweging in een gewricht te beschrijven. De gekozen aanduidingen zijn onderdeel van de internationaal aanvaarde nomenclatuur van de anatomie. 
Ulnairflexie vindt alleen plaats in het polsgewricht. Men spreekt van ulnairflexie als de hand zijwaarts naar de pink toe buigt, gezien vanuit de anatomische houding.